# Річковий вокзал (станція метро, Москва)
55°51′17″ пн. ш. 37°28′34″ сх. д. / 55.85472° пн. ш. 37.47611° сх. д.
«Річковий вокзал» (рос. Речной вокзал) — станція Замоскворіцької лінії Московського метрополітену. Розташована перпендикулярно Фестивальній вулиці між станціями «Водний стадіон» і «Біломорська» на території Лівобережного району Північного адміністративного округу міста Москва. Назва дана через Північний річковий вокзал, що розташовано поблизу.

## Технічна характеристика
Конструкція станції — колонна трипрогінна мілкого закладення (глибина закладення — 6 м), з однією острівною прямою платформою, побудована за типовим проектом. На станції два ряди по 40 квадратних колон. Крок колон — 4 метри. Відстань між осями рядів колон — 5,9 м.

## Оздоблення

Схема колійного розвитку станції Річковий вокзал

Станція «Річковий вокзал» була побудована при володорюванні М. С. Хрущова після виходу постанови 1955 «Про усунення надмірностей у проектуванні та будівництві», тому вона має скромне оздоблення. Колійні стіни оздоблені білою і світло-зеленою (внизу) керамічною плиткою, колони оздоблені червоним мармуром (мармуровидним вапняком) грузинського родовища Моліті. Підлога викладена сірим янцівським гранітом.
Червоний мармур, яким оздоблені колони, має невеликі яскраво-білі плями і прожилки пофарбованого кальциту. Подібний сорт мармуру був використаний в Московському метрополітені в такій кількості тільки на цій станції. Схожий камінь зустрічається на станціях «Каширська» і «Каховська», але там його дуже мало. Він на вигляд схожий на червоний мармур на станціях «Арбатська» Філівської лінії, «Добринінська», «Електрозаводська» та багатьох інших, але за структурою і складом скам'янілостей він від нього відрізняється. Станція унікальна в палеонтологічному відношенні. Скам'янілостей тут мало, і вони в основному зустрічаються в обробному камені колон у північній частині станції. Серед скам'янілостей можна спостерігати раковини амонітів і наутилусів.

## Колійний розвиток
Станція з колійним розвитком — 6 стрілочних переводів, перехресний з'їзд, 2 станційні колії для обороту та відстою рухомого складу і 2 колії для відстою рухомого складу. В оборотних тупиках розташовано пункт технічного огляду, пост централізації.

## Пересадки
- Автобуси: 90, 138, 173, 188, 199, 200, 233, 243, 270, 283, 284, 338, 400, 451, 739, 745, 801, 851, 857, 905, 958, т6, т43, т58, н1;

## Пасажиропотік
«Річковий вокзал» — одна з найбільш перевантажених станцій Московського метрополітену. У березні 2002 року пасажиропотік становив: по входу — 111,9 тисячі осіб, щодо виходу — 148,3 тисячі осіб. Для її розвантаження 31 грудня 2017 року було відкрито станцію «Ховрино», в результаті чого добовий пасажиропотік в будні дні скоротився в порівнянні з 2017 роком майже на третину і склав 63 тисячі осіб на добу. Також зменшити пасажиропотік повинна допомогти станція «Біломорська», відкрита 20 грудня 2018 року.

## Розташування
Станція «Річковий вокзал» розташована між станціями «Водний стадіон» і «Біломорська». З двох наземних вестибюлів можна вийти на північну і на південну сторони Фестивальної вулиці. Павільйони збудовані зі стандартних залізобетонних конструкцій за типовим проектом. Відстань від південного вестибюля до центру Москви — 14 км.